# Angelo Massimino
(Angelo Massimino)
Angelo Massimino (Catania, 16 gennaio 1927 – Scillato, 4 marzo 1996) è stato un imprenditore e dirigente sportivo italiano. È soprannominato il Presidentissimo, avendo ricoperto la carica di massimo dirigente del Catania in tre periodi diversi della storia del club rossoazzurro, dal 1969 al 1973, dal 1974 al 1987 e dal 1992 al 1996, anno della sua morte.

## Biografia
Nacque a Catania il 16 gennaio 1927 da Alfio, costruttore edile (1895-1967) e da Santa Leone (1900-1996) di cui era il terzo di sette figli. Nel 1949 emigrò in Argentina, dove visse per due anni e svolse il lavoro di muratore. Fece ritorno nella sua città natìa nel 1951, e con il denaro accumulato nel periodo in cui visse nel paese latinoamericano si diede all'attività di imprenditore edile, come il padre e i suoi fratelli. Massimino iniziò la sua attività con l'acquisto di terreni e l'edificazione di molti palazzi nel capoluogo etneo, che nell'immediato dopoguerra fu particolarmente interessato dalla speculazione edilizia.
Divenne ben presto uno dei maggiori imprenditori edili catanesi, ma acquisì maggiore popolarità quando si avvicinò al mondo del calcio sul finire degli anni cinquanta. In occasione delle elezioni comunali catanesi del 1975 si candidò con la Democrazia Cristiana, venendo eletto consigliere con 4.126 preferenze. Un'indagine pubblicata negli anni ottanta dal quotidiano economico Il Sole 24 Ore attribuì a Massimino un ingente patrimonio costituito da tremila appartamenti di proprietà.
Morì il 4 marzo 1996, all'età di 69 anni, a causa di un incidente stradale di cui fu vittima sulla A19 Palermo-Catania, all'altezza del bivio per Scillato, in provincia di Palermo, in località Tre Monzelli, mentre si trovava a bordo dell'auto guidata dal genero, l'ingegner Giuseppe Inzalaco. Inzalaco rimase illeso, mentre Massimino venne sbalzato fuori dalla vettura, cadendo pesantemente sul terreno e morì sul colpo. Inutili furono i soccorsi chiamati dal genero nonostante le volanti della Polizia stradale di Buonfornello accorsero subito nel luogo dell'incidente. Dovettero constatare la morte dell'imprenditore catanese, il cui cadavere fu trasportato all'obitorio del cimitero di Termini Imerese, dove il medico legale accertò la morte ed effettuò l'autopsia, dalla quale emerse il danneggiamento della parte parietale destra e la rottura di due femori. Le cause della morte furono probabilmente l'alta velocità della vettura guidata da Inzalaco e il mancato utilizzo delle cinture di sicurezza, che forse avrebbero potuto salvare la sua vita.
Massimino era padre di tre figlie avute dalla moglie Grazia Codiglione, e di altri due figli avuti da relazioni extraconiugali. Personalità vulcanica, pittoresca e genuina, era particolarmente noto al pubblico per i suoi errori linguistici e le sue sfuriate davanti a microfoni e telecamere, in occasione delle interviste.

### Attività nel calcio
Da giovane Massimino tentò, senza successo, la carriera di calciatore, e il suo ingresso nel mondo del calcio risale al 1959, quando rilevò la società dilettantistica SCAT, militante in Prima Divisione, dove giocavano i dipendenti dell'omonima azienda di trasporti della città etnea, e che ribattezzò con il nome di Associazione Sportiva Calcio Massiminiana SCAT. Della neocostuita società calcistica catanese, Massimino fu il primo presidente assieme al fratello Salvatore, e nel suo consiglio direttivo sedevano gli altri fratelli Giuseppe, Gaetano e Alfredo; la guida tecnica fu affidata a Nicolò Nicolosi.
Alla sua prima stagione ufficiale, nel 1959-60, la Massiminiana si piazzò seconda nel girone B di Prima Categoria alle spalle del Milazzo. La stagione seguente, la formazione giallorossa si piazzò in testa al girone a pari punti con i mamertini, che sconfissero nello spareggio per accedere alla finale regionale contro l'Alcamo, da cui però fu sconfitta; ma la società rossoblù presentò reclamo alla Lega Sicula, in cui accusò quella etnea della famiglia Massimino di aver operato un tentativo di corruzione nella partita contro l'Odeon Siracusa. Secondo la denuncia fatta dai dirigenti del Milazzo, i fratelli Angelo e Salvatore Massimino incaricarono il catanese Leonardi dell'Odeon a convincere il suo compagno di squadra Spatafora, ad agevolare la vittoria della Massiminiana, nella partita contro la loro squadra: la sentenza della commissione giudicante della Lega Sicula diede ragione al Milazzo, e punì la Massiminiana con l'esclusione al campionato successivo, ed il suo presidente a due anni di squalifica. La sentenza emessa dalla Lega Sicula fu parzialmente ribaltata dalla Commissione d'Appello Federale, presso cui la società etnea presentò ricorso, con l'assoluzione di Massimino e il reintegro della squadra nel campionato di pertinenza con 10 punti di penalizzazione. Massimino lasciò la presidenza della società al fratello Salvatore nella stagione 1963-64, in cui la Massiminiana vinse il proprio girone ed otterrà la prima storica promozione in Serie D.
Massimino rimase comunque nell'organico del club di famiglia come vicepresidente, ma nel giugno 1969, fece ingresso nella maggiore società calcistica della città etnea, il Catania, che militava in Serie B, presieduto da Ignazio Marcoccio, di cui divenne membro del consiglio direttivo. Un mese più tardi, Marcoccio rassegnò le proprie dimissioni da presidente della società rossoazzurra, e perciò fu creato un comitato di reggenza a sei, di cui fece parte lo stesso Massimino, che nel frattempo usciva dal club di famiglia. Il consiglio di amministrazione del Calcio Catania tenutosi il 23 settembre, e l'assemblea dei soci riunitasi il 25 ottobre per nominare i nuovi dirigenti ed eleggere i membri del consiglio di amministrazione, elessero all'unanimità Massimino per la carica di presidente della società rossoazzurra, affiancato da Michele Giuffrida come vicepresidente e da Salvatore Costa come amministratore delegato. Alla prima stagione sotto la presidenza Massimino, il Catania nella stagione 1969-70, allenato da Egizio Rubino, si piazzò al terzo posto nella classifica del torneo cadetto ed ottenne la promozione in Serie A.
La stagione 1970-71 in Serie A del Catania, la prima con Massimino presidente, si concluse con un ritorno immediato tra i cadetti, avendo la squadra rossoazzurra concluso il torneo all'ultimo posto in classifica con 21 punti. I deludenti risultati conseguiti nelle successive due stagioni in Serie B del Catania, e il malcontento dei tifosi rossoazzurri, spinsero Massimino a rassegnare le dimissioni dalla presidenza della società nel 1973. Al termine della stagione 1973-74, il Catania si piazzò ultimo in classifica e retrocedette in Serie C, e su sollecito del Sindaco di Catania, nell'estate 1974 tornò a ricoprire la carica di massimo dirigente rossoazzurro, e della società divenne pure azionista di maggioranza. Nella stagione 1974-75, conquistò subito un'altra promozione con Rubino in panchina, ma da quel momento iniziò un lungo saliscendi: retrocessione in Serie C nel 1977-78, promozione in Serie B nel 1979-80, la seconda promozione in Serie A (1982-83), con l'allenatore Gianni Di Marzio, e seguente ritorno in B (1983-84). L'ultima retrocessione in Serie C1 (1986-87) gli fu fatale: ancora una volta i tifosi lo costrinsero a cedere la società.
Nell'agosto 1987, Massimino rassegnò le proprie dimissioni da presidente del Catania, e successivamente cedette il pacchetto di maggioranza da lui detenuto nella società rossoazzurra ad una cordata di imprenditori e professionisti locali rappresentata da Angelo Attaguile e Franco Proto. Il fallimento sportivo della squadra sotto la presidenza Attaguile, con cinque stagioni anonime in Serie C1, comportò anche la crisi finanziaria della società - di cui azionisti di maggioranza erano diventati il fratello Turi e il nipote Alfio Luciano Massimino con il 51% delle quote - per la quale nel 1992 la FIGC aveva chiesto la sua liquidazione, scongiurata grazie all'intervento economico di Massimino, che dapprima aveva pagato 200 milioni di lire per impedire che sei dei dieci giocatori che avevano messo in mora la società durante la stagione 1991-92, potessero essere svincolati, e poi rilevò il 73,5% delle azioni del Catania. Il salvataggio della società rossoazzurra, di cui Massimino tornava ad essere proprietario e presidente, fu sancito con la revoca della sua messa in liquidazione fatta dalla FIGC da parte del Tribunale di Catania, che accolse l'istanza presentata dalla medesima.
Al termine della stagione 1992-93, conclusa con un ottavo posto, la società rossazzurra fu esclusa dal proprio campionato di appartenenza per un ritardo nel pagamento di una fideiussione. La lunga battaglia giudiziaria che seguì, passata alla storia come il secondo caso Catania, lo portò ad ottenere l'ammissione della società in Eccellenza. Nell'arco di due stagioni, il Catania raggiunse la Serie C2, ma durante la stagione 1995-96, ai primi di marzo, Massimino perse la vita in un incidente automobilistico sull'autostrada Catania-Palermo. Il presidente rossoazzurro era di ritorno da Palermo, in cui si era recato per incontrare l'allora vicepresidente della Lega di Serie C, Mario Macalli, per risolvere un contenzioso con la Federcalcio. Dopo la morte, la presidenza della società rossoazzurra verrà assunta dalla vedova, mentre la sua gestione dal nipote l'ingegner Angelo Russo in qualità di amministratore delegato.
Il 20 giugno 2002, sei anni dopo la sua tragica morte, in suo onore fu intitolato lo Stadio Cibali di Catania. In sua memoria anche il trofeo "Memorial Angelo Massimino", disputato per sette edizioni, la prima si svolse nel dicembre 1996, le successive nelle estati dal 2000 al 2002 e dal 2004 al 2005, l'ultima nel gennaio 2018.
Nel luglio 2015 il periodico Guerin Sportivo ha inserito Angelo Massimino al sessantaquattresimo posto della speciale classifica dei 100 presidenti migliori di sempre.